# Freestyle ai XXIII Giochi olimpici invernali - Ski cross maschile
La gara di ski cross maschile di freestyle dei XXIII Giochi olimpici invernali di Pyeongchang si è svolta il 21 febbraio 2018, a partire dalle ore 11:30 (UTC+9), presso la  stazione sciistica Bokwang Phoenix Park.
Lo sciatore canadese Brady Leman ha conquistato la medaglia d'oro, mentre l'argento e il bronzo sono andati rispettivamente allo svizzero Marc Bischofberger e al russo Sergej Ridzik.

## Risultati

### Qualificazione
| Pos. | Atleta                | Nazione                      | Tempo   | Differenza |
| ---- | --------------------- | ---------------------------- | ------- | ---------- |
| 1    | Alex Fiva             | Svizzera                     | 1'08"74 | −          |
| 2    | Sergej Ridzik         | Atleti Olimpici dalla Russia | 1'09"21 | +0"47      |
| 3    | Kevin Drury           | Canada                       | 1'09"41 | +0"67      |
| 4    | Armin Niederer        | Svizzera                     | 1'09"46 | +0"72      |
| 5    | Filip Flisar          | Svizzera                     | 1'09"65 | +0"91      |
| 6    | Christoph Wahrstötter | Austria                      | 1'09"79 | +1"05      |
| 7    | Jean-Frédéric Chapuis | Francia                      | 1'09"84 | +1"10      |
| 8    | Brady Leman           | Canada                       | 1'09"94 | +1"20      |
| 9    | Marc Bischofberger    | Svizzera                     | 1'09"99 | +1"25      |
| 10   | Paul Eckert           | Germania                     | 1'10"06 | +1"32      |
| 11   | Robert Winkler        | Austria                      | 1'10"09 | +1"35      |
| 12   | Stefan Thanei         | Italia                       | 1'10"10 | +1"36      |
| 13   | Jonas Lenherr         | Svizzera                     | 1'10"12 | +1"38      |
| 14   | Arnaud Bovolenta      | Francia                      | 1'10"12 | +1"38      |
| 15   | Siegmar Klotz         | Italia                       | 1'10"15 | +1"41      |
| 16   | Adam Kappacher        | Austria                      | 1'10"17 | +1"43      |
| 17   | Igor Omelin           | Atleti Olimpici dalla Russia | 1'10"24 | +1"50      |
| 18   | François Place        | Francia                      | 1'10"26 | +1"52      |
| 19   | Victor Öhling Norberg | Svezia                       | 1'10"26 | +1"52      |
| 20   | Tim Hronek            | Germania                     | 1'10"27 | +1"53      |
| 21   | Florian Wilmsmann     | Germania                     | 1'10"33 | +1"59      |
| 22   | Erik Mobärg           | Svezia                       | 1'10"36 | +1"62      |
| 23   | Egor Korotkov         | Atleti Olimpici dalla Russia | 1'10"39 | +1"65      |
| 24   | Terence Tchiknavorian | Francia                      | 1'10"41 | +1"67      |
| 25   | Jamie Prebble         | Nuova Zelanda                | 1'10"48 | +1"74      |
| 26   | David Duncan          | Canada                       | 1'10"51 | +1"77      |
| 27   | Semen Denshchikov     | Atleti Olimpici dalla Russia | 1'10"86 | +2"12      |
| 28   | Thomas Zangerl        | Austria                      | 1'10"96 | +2"22      |
| 29   | Viktor Andersson      | Svezia                       | 1'11"20 | +2"46      |
| 30   | Anton Grimus          | Australia                    | 1'40"80 | +32"06     |
| 31   | Christopher Del Bosco | Canada                       | 1'48"25 | +39"51     |

### Ottavi di finale
Batteria 1
| Pos. | Atleta         | Nazione                      | Note |
| ---- | -------------- | ---------------------------- | ---- |
| 1    | Alex Fiva      | Svizzera                     | Q    |
| 2    | Adam Kappacher | Austria                      | Q    |
| 3    | Igor Omelin    | Atleti Olimpici dalla Russia |      |

Batteria 2
| Pos. | Atleta                | Nazione       | Note |
| ---- | --------------------- | ------------- | ---- |
| 1    | Marc Bischofberger    | Svizzera      | Q    |
| 2    | Brady Leman           | Canada        | Q    |
| 3    | Jamie Prebble         | Nuova Zelanda |      |
|      | Terence Tchiknavorian | Francia       | DNF  |

Batteria 3
| Pos. | Atleta            | Nazione  | Note |
| ---- | ----------------- | -------- | ---- |
| 1    | Filip Flisar      | Slovenia | Q    |
| 2    | Thomas Zangerl    | Austria  | Q    |
| 3    | Stefan Thanei     | Italia   |      |
| 4    | Florian Wilmsmann | Germania |      |

Batteria 4
| Pos. | Atleta           | Nazione  | Note |
| ---- | ---------------- | -------- | ---- |
| 1    | Armin Niederer   | Svizzera | Q    |
| 2    | Jonas Lenherr    | Svizzera | Q    |
| 3    | Tim Hronek       | Germania |      |
| 4    | Viktor Andersson | Svezia   |      |

Batteria 5
| Pos. | Atleta                | Nazione   | Note |
| ---- | --------------------- | --------- | ---- |
| 1    | Kevin Drury           | Canada    | Q    |
| 2    | Arnaud Bovolenta      | Francia   | Q    |
| 3    | Victor Öhling Norberg | Svezia    |      |
| 4    | Anton Grimus          | Australia |      |

Batteria 6
| Pos. | Atleta                | Nazione                      | Note |
| ---- | --------------------- | ---------------------------- | ---- |
| 1    | Robert Winkler        | Austria                      | Q    |
| 2    | Semen Denshchikov     | Atleti Olimpici dalla Russia | Q    |
|      | Christoph Wahrstötter | Austria                      | DNF  |
|      | Erik Mobärg           | Svezia                       | DNF  |

Batteria 7
| Pos. | Atleta                | Nazione                      | Note |
| ---- | --------------------- | ---------------------------- | ---- |
| 1    | David Duncan          | Canada                       | Q    |
| 2    | Jean-Frédéric Chapuis | Francia                      | Q    |
| 3    | Paul Eckert           | Germania                     |      |
| 4    | Egor Korotkov         | Atleti Olimpici dalla Russia |      |

Batteria 8
| Pos. | Atleta                | Nazione                      | Note |
| ---- | --------------------- | ---------------------------- | ---- |
| 1    | François Place        | Francia                      | Q    |
| 2    | Sergej Ridzik         | Atleti Olimpici dalla Russia | Q    |
| 3    | Siegmar Klotz         | Italia                       |      |
|      | Christopher Del Bosco | Canada                       | DNF  |

### Quarti di finale
Batteria 1
| Pos. | Atleta             | Nazione  | Note |
| ---- | ------------------ | -------- | ---- |
| 1    | Brady Leman        | Canada   | Q    |
| 2    | Marc Bischofberger | Svizzera | Q    |
|      | Alex Fiva          | Svizzera | DNF  |
|      | Adam Kappacher     | Austria  | DNF  |

Batteria 2
| Pos. | Atleta         | Nazione  | Note |
| ---- | -------------- | -------- | ---- |
| 1    | Armin Niederer | Svizzera | Q    |
| 2    | Filip Flisar   | Slovenia | Q    |
| 3    | Thomas Zangerl | Austria  |      |
| 4    | Jonas Lenherr  | Svizzera |      |

Batteria 3
| Pos. | Atleta            | Nazione                      | Note |
| ---- | ----------------- | ---------------------------- | ---- |
| 1    | Kevin Drury       | Canada                       | Q    |
| 2    | Arnaud Bovolenta  | Francia                      | Q    |
| 3    | Semen Denshchikov | Atleti Olimpici dalla Russia |      |
|      | Robert Winkler    | Austria                      | DNF  |

Batteria 4
| Pos. | Atleta                | Nazione                      | Note |
| ---- | --------------------- | ---------------------------- | ---- |
| 1    | Sergej Ridzik         | Atleti Olimpici dalla Russia | Q    |
| 2    | David Duncan          | Canada                       | Q    |
| 3    | François Place        | Francia                      |      |
| 4    | Jean-Frédéric Chapuis | Francia                      |      |

### Semifinali
Batteria 1
| Pos. | Atleta             | Nazione  | Note |
| ---- | ------------------ | -------- | ---- |
| 1    | Brady Leman        | Canada   | BF   |
| 2    | Marc Bischofberger | Svizzera | BF   |
| 3    | Armin Niederer     | Svizzera | SF   |
| 4    | Filip Flisar       | Slovenia | SF   |

Batteria 2
| Pos. | Atleta           | Nazione                      | Note |
| ---- | ---------------- | ---------------------------- | ---- |
| 1    | Kevin Drury      | Canada                       | BF   |
| 2    | Sergej Ridzik    | Atleti Olimpici dalla Russia | BF   |
| 3    | Arnaud Bovolenta | Francia                      | SF   |
| 4    | David Duncan     | Canada                       | SF   |

### Finali
Finale piccola
| Pos. | Atleta           | Nazione  | Note |
| ---- | ---------------- | -------- | ---- |
| 5    | Armin Niederer   | Svizzera |      |
| 6    | Arnaud Bovolenta | Francia  |      |
| 7    | Filip Flisar     | Slovenia |      |
| 8    | David Duncan     | Canada   |      |

Finale grande
| Pos.    | Atleta             | Nazione                      | Note |
| ------- | ------------------ | ---------------------------- | ---- |
| Oro     | Brady Leman        | Canada                       |      |
| Argento | Marc Bischofberger | Svizzera                     |      |
| Bronzo  | Sergej Ridzik      | Atleti Olimpici dalla Russia |      |
| 4       | Kevin Drury        | Canada                       | DNF  |